# Galena (Missouri)
Pour les articles homonymes, voir Galena.
La ville de Galena est le siège du comté de Stone, situé dans l'État du Missouri, aux États-Unis.